# Charyn Canyon nationalpark
Charyn Canyon nationalpark är en nationalpark i Kazakstan.   Den ligger i oblystet Almaty, i den sydöstra delen av landet, 1 000 km sydost om huvudstaden Astana. Charyn Canyon nationalpark ligger 1 031 meter över havet.